# Massen-Niederlausitz
Massen-Niederlausitz település Németországban, azon belül Brandenburgban. Lakosainak száma 1876 fő (2023. december 31.).

## Népesség
A település népességének változása:
| Lakosok száma | 2044 | 1892 | 1898 | 1864 | 1868 | 1876 |
|               | 2014 | 2017 | 2019 | 2021 | 2022 | 2023 |